# Kattnakken

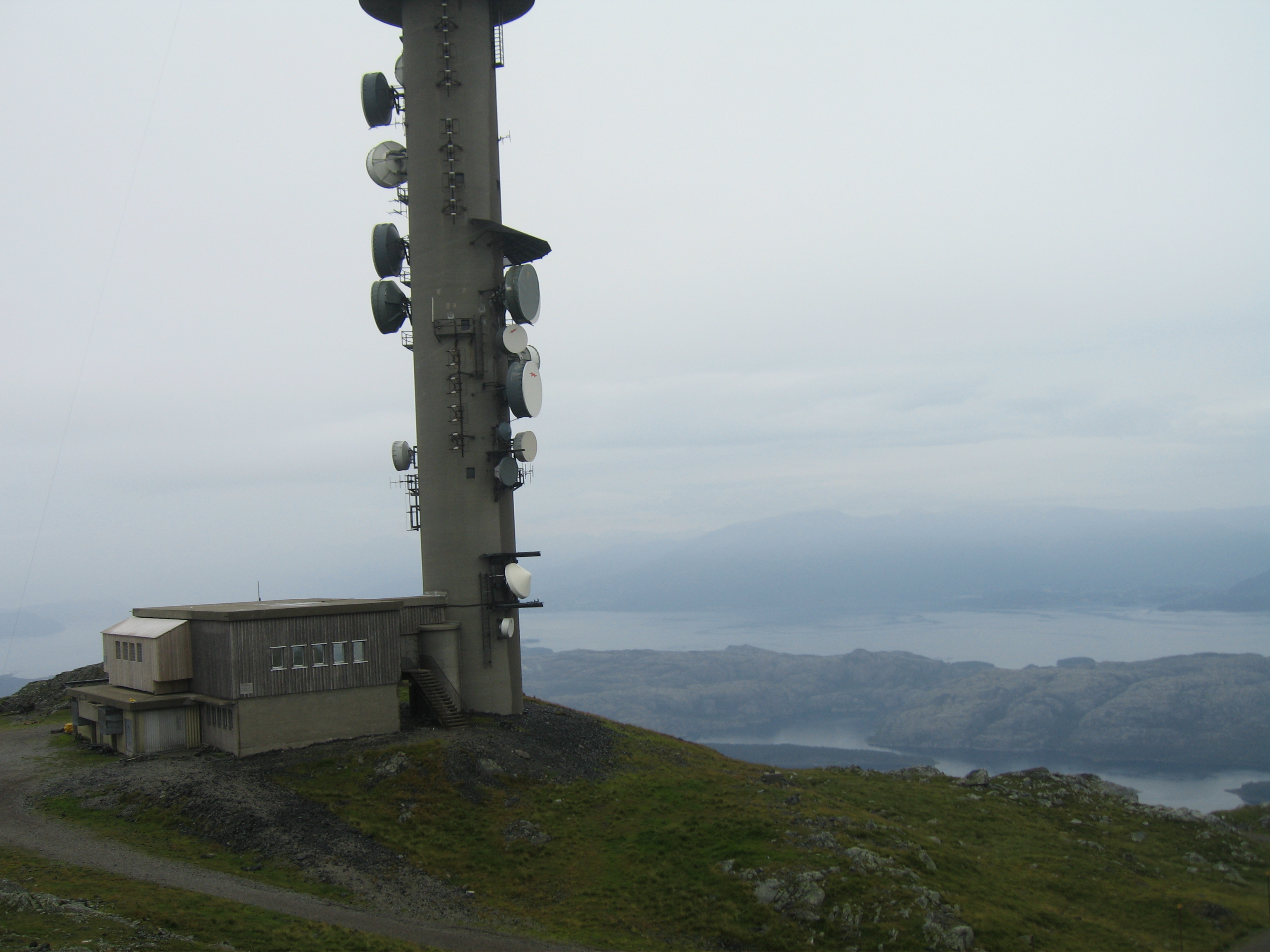
Utsikt från toppen av Kattnakken med masten i bakgrunden.

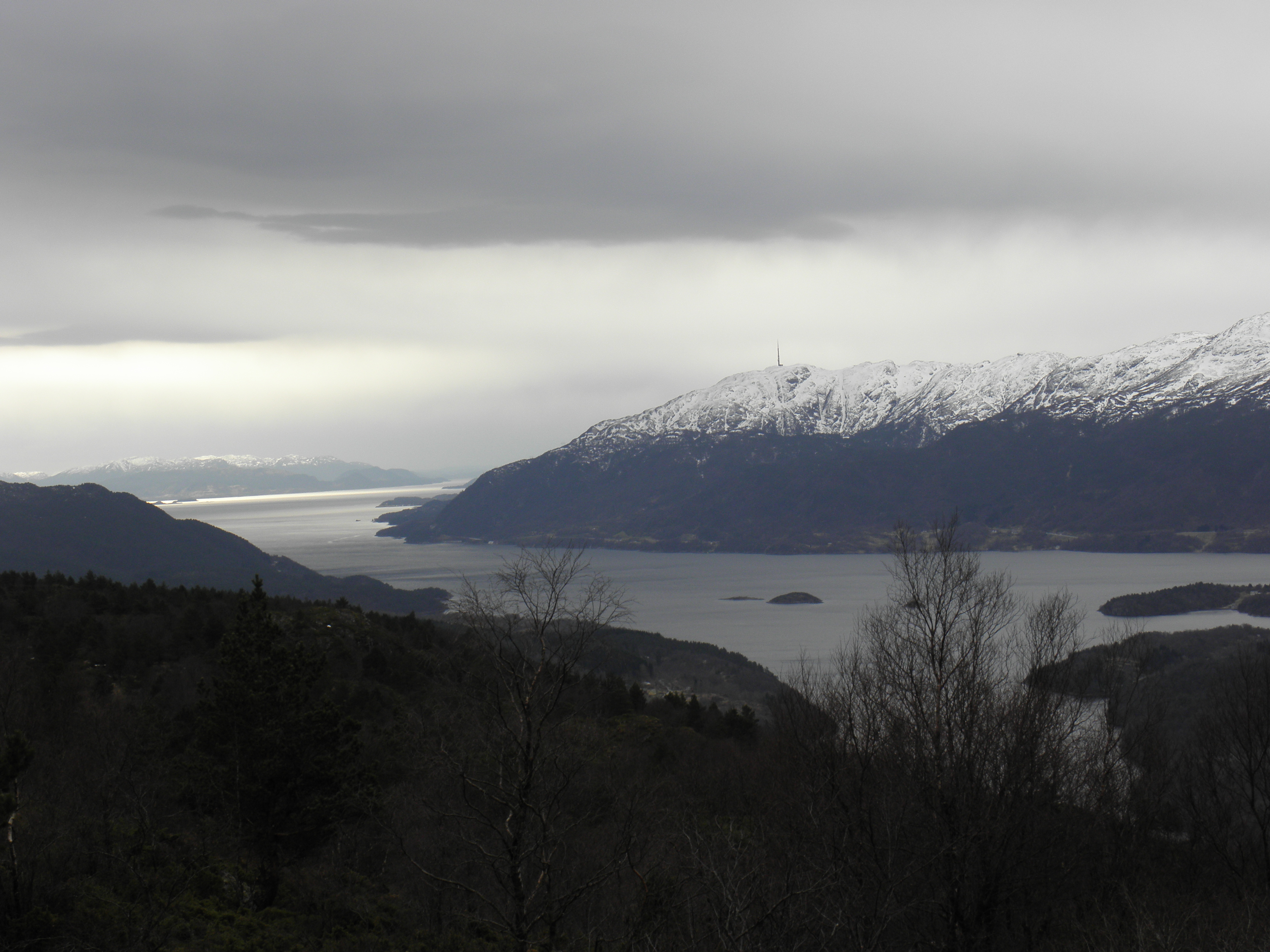
Kattnakken sett från Tysnes (fjälltoppen med mast)

Kattnakken är ett fjäll på den norska ön Stord i Hordaland fylke. Högsta toppen på Kattnakken är på 724 m ö.h. och är det näst högsta fjället på Stord, efter Mehammarsåto. Från toppen har man en utsikt över hela Sunnhordland och det är därför ett populärt turistmål. På toppen är det byggt en TV-mast och 1968 byggdes det en väg ända upp till toppen. 
Utsikt från Kattnakken:
- Mot nord ser man Fitjarfjellet, Reksteren och Tysnes
- Mot öst ser man rätt ned i Langenuen, över till Huglo och vidare inöver Kvinnherad och Folgefonna.
- Mot syd kan man se mycket av låglandet söder på Stordøya, och vidare till Bømlafjorden, Føyno och Sveio.
- Mot väst är det utsikt mot Bømlo, Fitjarøyane och Austevoll.